# Indoesfera
Indoesfera és un concepte encunyat pel lingüista James Matisoff per designar les àrees d'influència de la llengua i cultura índies al sud-est asiàtic. S'utilitza habitualment en contraposició amb l'altra gran àrea lingüística de la regió, la sinoesfera.

## Influència
La família de llengües tibetobirmanes, que s'estén sobre una gran superfície geogràfica, es caracteritza per una gran diversitat tipològica, incloses llengües altament tonals, monosil·làbiques, de tipologia analítica, com les llengües Loloish, o d'altres marginalment tonals o atonals, amb complexos sistemes gramaticals, com el grup Kiranti del Nepal. Aquesta diversitat s'explica, parcialment, per la influència que han exercit a la regió la llengua xinesa, per una banda, i les llengües indoàries, per l'altra. Matisoff va proposar dues grans àrees diferenciades per les seves característiques lingüístiques i culturals: la "Sinoesfera" i la "Indoesfera", influenciades per la Xina i l'Índia, respectivament. Kristine A. Hildebrandt i, posteriorment, B. Bickel i J. Nichols, van proposar un tercer grup situat a l'espai central entre les dues grans àrees. La indoesfera està dominada per les llengües índies.
Algunes llengües pertanyen completament a una de les dues grans àrees. Per exemple, les llengües munda i khasi, pertanyents al grup austroasiàtic, les llengües tibetobirmanes del Nepal oriental, i bona part del grup Kamarupan, que inclou la llengua meitei, són indoesfèriques; en canvi, la família Hmong–Mien, la llengua Kam–Sui, el grup Loloish o el vietnamita (Viet–Muong) són sinoesfèriques. D'altres llengües, com ara el tailandès o les tibetanes, han estat influenciades tant per les cultures xinesa com índia en diversos períodes històrics. Finalment, hi ha comunitats lingüístiques que, amb motiu del seu aïllament geogràfic, han escapat a una influència significant d'aquests dos grans grups, com per exemple les mon-khmer, a la península de Malaca, o el grup nicobarès de les Illes de Nicobar, a l'oceà Índic, que mostren poca influència tant de la sinoesfera com de l'indoesfera. Les llengües Bodish i les Kham es caracteritzen per una prosòdia híbrida, amb característiques properes a les llengües indoesfèriques a l'oest, i característiques properes a les sinoesfèriques a l'est. Algunes de les llengües del grup Kiranti, situades a l'àrea indoesfèrica, són considerades com unes de les llengües més complexes morfolòficament parlant de tot el continent asiàtic.
La influència índia a nivell cultural, intel·lectual i polític, especialment l'alfabet Devanagari, van començar a penetrar el sud-est asiàtic peninsular i insular fa uns 2.000 anys. Els sistemes d'escriptura índics van ser adoptats, en primer lloc, per diversos grups austronesis, com ara el javanès o el txam, i grups austroasiàtics, com els Khmers o els Mon; posteriorment, també l'adoptarien les llengües tais (siamès i laosià) i tibetobirmanes (Pyu, birmà i les llengües karèniques). També podem trobar llengües indoesfèriques a Indoxina, regió que inclou els actuals Laos, Cambodja i Tailàndia, així com parts de Birmània, la Malàisia peninsular i a Yunnan. També s'han trobat escrits relacionats a diverses illes de la zona, com ara Sumatra, Java, Bali, el sud de Cèlebes, i a la major part de les Filipines. Els components apresos del vocabolari del khmer, el món, el birmà i el Tai/Lao, consisteix en paraules d'origen pali o sànscrit. La influència índia també es va estendre pel nord de la regió de l'Himalaya. Els tibetans han utilitzat l'alfabet Devanagari des del 600 dC, tot i que s'ha preferit afegir un vocabulari religiós i tècnic procedent dels morfemes natius, en lloc d'adoptar els indis. Els imperis txam, coneguts col·lectivament com a Txampa, fundats al voltant del segle ii, pertanyen directament a la indoesfera, més que no pas la sinoesfera, de la que si que veuen tant els vietnamites com els txams.